# 德瑞克·迪崔奇
德瑞克·理查德·迪崔奇（英語：Derek Richard Dietrich，1989年7月18日—）曾是美國職棒大聯盟的二壘手與左外野手。他曾效力過馬林魚、紅人與遊騎兵等隊。生涯曾守備一、二、三壘、左外野和一次右外野。他現任職於洋基球團。

## 職業生涯

### 邁阿密馬林魚
2013年，由於馬林魚陣中球員多諾文·索拉諾和Chris Valaika受傷，因此球隊在5月8日將迪崔奇升上大聯盟。
2014年，他成為球隊的開季先發二壘手。由於他守備能力不佳，因此他6月被下放至3A。球季結束後，他去打了冬季聯盟，但是卻造成腳踝受傷。
2015年，他從3A開季，並於6月12日升上大聯盟。2016年，他該年的打擊率為2成79，單季24次觸身球也是大聯盟第二多。
2017年，迪崔奇打出他在馬林魚最好的一個球季。打擊率2成49，不過13轟53分打點、單季出賽135場、得56分與36次保送都是生涯新高。
2018年，他的打擊率為2成65。單季21次觸身球為大聯盟最高。11月20日，他被球隊指定轉讓，並在11月26日成為自由球員。

### 辛辛那提紅人
2019年2月19日，他與紅人隊簽下小聯盟約。他在3月28日的開幕戰就敲出一發3分全壘打。
4月7日，他面對海盜隊的克理斯·亞契擊出一支2分砲。然而迪崔奇在擊出全壘打時站在原地不動盯著球，也因此亞契在下個打席故意對迪崔奇投出近身球。最後也引發了雙方板凳清空，紅人隊的總教練David Bell、球員Yasiel Puig和Amir Garrett以及海盜隊的投手Keone Kela和Felipe Vázquez都被驅逐出場。迪崔奇在比賽恢復後被亞契三振，然而下個打席他又擊出全壘打。
2019年6月底，他在面對釀酒人四連戰中前三場比賽就被丟了6顆觸身球，也意外締造大聯盟紀錄。
2019年11月4日，迪崔奇被下放至小聯盟。2020年2月12日，他與球隊簽下小聯盟合約。不過他在7月20日遭到球隊釋出。

### 芝加哥小熊
2020年7月23日，迪崔奇與小熊簽下小聯盟合約。不過他一場比賽都沒有打就在8月9日被球隊釋出。

### 德州遊騎兵
2020年8月10日，迪崔奇和遊騎兵簽下小聯盟約。8月12日，迪崔奇完成該季初登場。

### 紐約洋基
2021年2月18日，迪崔奇以內野手身份和洋基隊簽下小聯盟非保障春訓合同。他在3月27日一度遭到釋出，但兩天後再度和洋基簽下小聯盟約。之後他在3A繳出2成15的打擊率，並敲出5轟與22分打點。7月3日，他成為自由球員。

### 華盛頓國民
2021年7月9日，他和國民隊簽下小聯盟合約。他在國民3A的打擊率僅1成21，並敲出3轟與13分打點。最終他在9月13日遭到釋出。

### 重返洋基
2022年4月18日，迪崔奇與洋基簽下小聯盟約。

## 近期活動
2024年3月5日，紐約洋基隊宣布網羅迪崔奇，他將加入球員發展系統，擔任顧問。他在洋基隊的專屬職銜是「文化與問責協調員」（culture and accountability coordinator）。

## 個人生活
迪崔奇的祖父Steve Demeter也曾打過大聯盟，迪崔奇說他祖父從小就會教他許多棒球知識。
迪崔奇同時也是一名雜耍者，他會去醫院或是一些慈善場合表演雜耍給小孩子看。2018年，他與網球選手，同時也是里約奧運網球女單金牌得主莫妮卡·普伊格結婚。
而迪崔奇說他從小就是印地安人的球迷。

## 外部連結
- 球員資訊和成績在MLB ，ESPN ，Retrosheet ，Baseball Reference ，Baseball Reference (Minors) ，Fangraphs ，The Baseball Cube （英文）